# Teloglabrus trituberculatus
Teloglabrus trituberculatus är en tvåvingeart som beskrevs av Feijen 1983. Teloglabrus trituberculatus ingår i släktet Teloglabrus och familjen Diopsidae.
Artens utbredningsområde är Moçambique. Inga underarter finns listade i Catalogue of Life.